# IC 2252
IC 2252 је појединачна звијезда у сазвјежђу Рак која се налази на листи објеката дубоког неба у Индекс каталогу.
Деклинација објекта је + 24° 41' 36" а ректасцензија 8h 16m 42,0s.